# M/S Luleå
M/S Luleå var ett svenskt lastfartyg som torpederades under andra världskriget.

## Historik
Sitt tragiska öde mötte Luleå nära nog på sin 20-årsdag. Fartyget sjösattes den 17 juni 1922 vid Götaverken och levererades till Grängesbergsbolaget den 23 september samma år. Hon döptes till Luleå efter malmbanans ändpunkt i Bottniska viken. Dagen före första provturen föll en segelmakare ned genom en lucka och skadades så svårt att han i medvetslöst tillstånd fördes till sjukhus. Luleå fördes av kaptenerna; Å. Thorman, A. Estham och R. Westin som ordinarie befälhavare. 1927 kolliderade Luleå med den norska ångaren Queen's County, året därpå med den tyska ångaren Desi, 1933 med den amerikanska ångaren Melrose och 1934 med det norska motorfartyget Steinstad, vilket 1940 gick samma öde till mötes som Luleå genom torpedering, varvid 13 man omkom. 1937 kolliderade det Ryska fartyget Vtoraya Pyatiletka, (som betyder andra femårsplanen) med Luleå två gånger genom att det Ryska fartyget först törnade på Luleås bog och sedan slängde in aktern midskepps på Luleå. Under Luleås uppehåll i Rio de Janeiro i januari 1940 avled övermaskinist S. Borgström av värmeslag. Luleå hann just komma hem till Sverige innan den tyska ockupationen av Norge och fick därmed stanna och få sin grav innanför Skagerrakspärren. Farvattnen mellan Hävringe och Öland har varit ödesdigert för fartyg med namnet Luleå. Vintern 1902 strandade den tyska ångaren Luleå vid Hävringe. 1916 strandade samma Luleå vid Böda på Öland och denna gång blev fartyget vrak. 1942 torpederades det Svenska malmfartyget Luleå i samma farvatten.

## Torpederingen
Den 11 juli 1942 passerade en konvoj om 28 fartyg Västerviks skärgård. Bland dessa befann sig Luleå, som med malmlast var på väg från Luleå till tysk hamn. Vid 15-tiden observerade lotsen på Luleå en torpedstrimma. Han försökte gira undan, men torpeden träffade Luleå på babords bog och en våldsam explosion följde. Luckor, malm och fartygsinredning kastades skyhögt upp i luften. Luleå sjönk inom två minuter och blev stående på botten med ena masten och en del av bryggan ovan vattenytan. Livbåtarna hade blivit krossade, men man lyckades få ut flottarna och några man räddade sig upp på dessa.
Vedettbåten Jägaren bärgade 18 man, jämte lotsen, vilka infördes till Oskarshamn, medan S/S A. Th. Jonasson av Råå räddade åtta man som landsattes i Kalmar. Däremot så saknades åtta man, däribland samtliga inom däcksbefälet. En bidragande orsak till att så många räddades var att andre maskinisten J. Wennerström vid explosionen hade sinnesnärvaro att stoppa maskin. I annat fall hade säkerligen flera av dem som kastat sig överbord dragigts ned av virvlarna från propellern. Torpederingen skedde på svenskt vatten, innanför tremilsgränsen. Jägaren och Snapphanen fällde sammanlagt 26 sjunkbomber mot ubåten, vilken avfyrat två torpeder. Den första hade gått förom Luleå och missat. Torpederingen tillskrivs den sovjetiska ubåten S-7, vilken undkom.
Efter händelsen minerades den svenska ostkusten mellan Hävringe och Kråkelund inom och i nära anslutning till svenskt territorialvatten.